# Rosa roxburghii
Espèce
Le rosier châtaigne (Rosa roxburghii) est une espèce de plantes à fleurs de la famille des Rosaceae. C'est un rosier classé dans le sous-genre Platyrhodon, originaire de Chine (Anhui, Fujian, Gansu, Guangxi, Guizhou, Hubei, Hunan, Jiangxi, Shaanxi, Sichuan, Yunnan et Zhejiang) ainsi que du Japon.
On le rencontre dans les forêts de montagne, sur les rives des cours d'eau et sur les pentes entre 500 et 1 500 mètres d'altitude.
Il en existe deux formes :
- Rosa roxburghii f. roxburghii, aux fleurs doubles ou semi-doubles, roses à rougeâtres, de 5 à 6 cm de diamètre,
- Rosa roxburghii f. normalis Rehder & E. H. Wilson, aux fleurs simples, roses, de 4 à 6 cm de diamètre.

Ce rosier a été dédié à William Roxburgh, médecin et botaniste écossais qui fut notamment directeur du jardin botanique de Calcutta.
Il doit son nom vernaculaire de « rosier châtaigne » à son fruit couvert de piquants comme une châtaigne.
Synonymes :
- Rosa hirtula (Regel) Nakai,
- Rosa microphylla Roxb. ex Lindl.

## Description
- Rosa roxburghii 'Normalis', le type sauvage, présente des feuilles à 7 à 15 folioles de 1 à 2 cm, et de grandes fleurs simples blanches. Les tiges, les calices et même les fruits sont couverts d'aiguillons.
- Rosa roxburghii Plena à fleurs doubles a été trouvé dans des jardins en Chine
- Rosa roxburghii 'Hirtula' ades revers de feuilles velus[1]

## hybride
'Triomphe de la Guillotière', obtention de Jean-Baptiste Guillot en 1863 (Rosa roxburghii × un Rosa × odorata) Son écorce est lisse et ses fleurs, très doubles, odorantes, sont de couleur rose clair.